# Творцы заклинаний
«Творцы́ заклина́ний» (англ. Equal rites — «равные обряды», игра слов с англ. Equal rights — «равные права») — юмористическое фэнтези английского писателя Терри Пратчетта, опубликованное в 1987 году, третье в цикле «Плоский мир». Книга рассказывает о том, как девочка по имени Эскарина пытается поступить в «Незримый Университет» и стать волшебницей.

## Сюжет
В Плоском мире существует чёткое деление между мужчинами-волшебниками и женщинами-ведьмами, при этом в «Незримом Университете» традиционно обучаются только мужчины. Однако девочка Эскарина Смит, обладающая с магическими способностями, из-за недоразумения получила посох умирающего волшебника и на протяжении романа пытается стать волшебницей. В этом ей помогает престарелая матушка Ветровоск.

## Отзывы
Немецкие исследователи Гидеон Хаберкорн и Верена Рейнхардт отмечают, что, в отличие от более поздних книг, в третьей Пратчетт не принимает традиционную дихотомию между волшебниками и ведьмами, согласно которой «мужчины практикуют интеллектуальную магию с использованием заклинаний и записанной мудрости, а женщины практикуют магию, связанную с природой, используя травы, устную мудрость и большую порцию здравого смысла». Английский критик Дэвид Лэнгфорд считает, что в третьей книге меньше явных пародий и больше традиционного сюжета, вдохновлённого этим общепринятым сексизмом в распределении магических способностей в фэнтези. Американский писатель Крейг Кабелл отмечает широту раскрытия «Творцами заклинаний» тематики серии и называет книгу «идеальной данью реальному миру политики и подхалимства».